# Honori (germà de Teodosi I)
Honori (Honorius) fou germà de l'emperador Teodosi I el Gran. Va morir abans de l'any 384 i de la seva dona Maria (esmentada per Claudià a Laus Seren. 69) va deixar dues filles, Termància i Serena. La primera es va casar amb un oficial militar de nom desconegut i la segona fou la muller d'Estilicó.